# Arlind Ajeti
Arlind Afrim Ajeti (ur. 25 września 1993 w Bazylei) – albański piłkarz szwajcarskiego pochodzenia występujący na pozycji obrońcy w rumuńskim klubie CFR Cluj oraz w reprezentacji Albanii. Uczestnik Mistrzostw Europy 2024. Były młodzieżowy reprezentant Szwajcarii.

## Kariera klubowa
Swoją karierę piłkarską Ajeti rozpoczął w 2002 roku w klubie FC Concordia Bazylea. W 2004 roku podjął treningi w FC Basel. W sezonie 2010/2011 zaczął grać w zespole U-21 w 1. Liga Promotion. W 2011 roku stał się także członkiem pierwszego zespołu. 28 sierpnia 2011 zadebiutował w nim w Swiss Super League w wygranym 2:1 domowym meczu z FC Thun, gdy w 68. minucie zmienił Czecha Radoslava Kováča. W sezonie 2011/2012 wywalczył z Basel dublet - mistrzostwo oraz Puchar Szwajcarii. W sezonach 2012/2013, 2013/2014 oraz 2014/2015 także sięgał z Basel po tytuły mistrza kraju. W FC Basel grał do końca sezonu 2014/2015.
W 2015 roku Ajeti odszedł z Basel do beniaminka włoskiej Serie A, Frosinone Calcio. W Serie A swój debiut zaliczył 6 stycznia 2016 w zremisowanym 2:2 wyjazdowym meczu z US Sassuolo. W 22. minucie tego meczu strzelił samobójczego gola, a w 45. minucie zdobył bramkę dla swojej drużyny.

## Kariera reprezentacyjna
W latach 2010–2014 Ajeti występował w młodzieżowych reprezentacjach Szwajcarii na różnych szczeblach wiekowych. Następnie zdecydował się reprezentować Albanię. W reprezentacji Albanii zadebiutował 14 listopada 2014 roku w zremisowanym 1:1 towarzyskim meczu z Francją, rozegranym w Rennes, gdy w 69. minucie zmienił Amira Abrashiego.